# Mala Ofirna, Fastiv
Mala Ofirna (în ucraineană Мала Офірна) este un sat în comuna Mala Snitînka din raionul Fastiv, regiunea Kiev, Ucraina.

## Demografie
Componența lingvistică a localității Mala Ofirna
     Ucraineană (97,42%)
     Rusă (2,58%)
Conform recensământului din 2001, majoritatea populației localității Mala Ofirna era vorbitoare de ucraineană (97,42%), existând în minoritate și vorbitori de rusă (2,58%).